# Willy van der Kuijlen
Willy van der Kuijlen, all'anagrafe Wilhelmus Martinus Leonardus Johannes van der Kuijlen (Helmond, 6 dicembre 1946 – Breda, 19 aprile 2021), è stato un calciatore olandese, di ruolo centrocampista o attaccante.
È il detentore del record complessivo di realizzazioni in Eredivisie (311) e terzo per reti complessive tra club e nazionale (345). Capocannoniere di tre edizioni dell'Eredivisie (1966, 1970 e 1974), giunse secondo tra i migliori marcatori del campionato olandese tre volte (1965, 1975 e 1976) e terzo nel 1977.

## Carriera

### Club
Il nome di Willy van der Kuijlen è quasi completamente legato al PSV, squadra nella quale militò per diciassette stagioni, dal 1964 al 1981, totalizzando 528 presenze e 308 goal in Eredivisie (record assoluto).
Con il PSV vinse tre campionati, due coppe d'Olanda e la Coppa UEFA nella stagione 1977-78 (in quel torneo realizzò anche un goal nella finale di ritorno). Si ritirò nel 1982, dopo una stagione al MVV Maastricht. In carriera giocò 539 partite e segnò 311 goal, vincendo tre volte il titolo di capocannoniere del campionato olandese.

### Nazionale
Fu convocato, dal 1966 al 1977, nella nazionale olandese, mettendo a referto 22 presenze e sette goal, senza però prendere al Campionato mondiale di calcio 1974 in cui l'Olanda approdò in finale.

## Palmarès

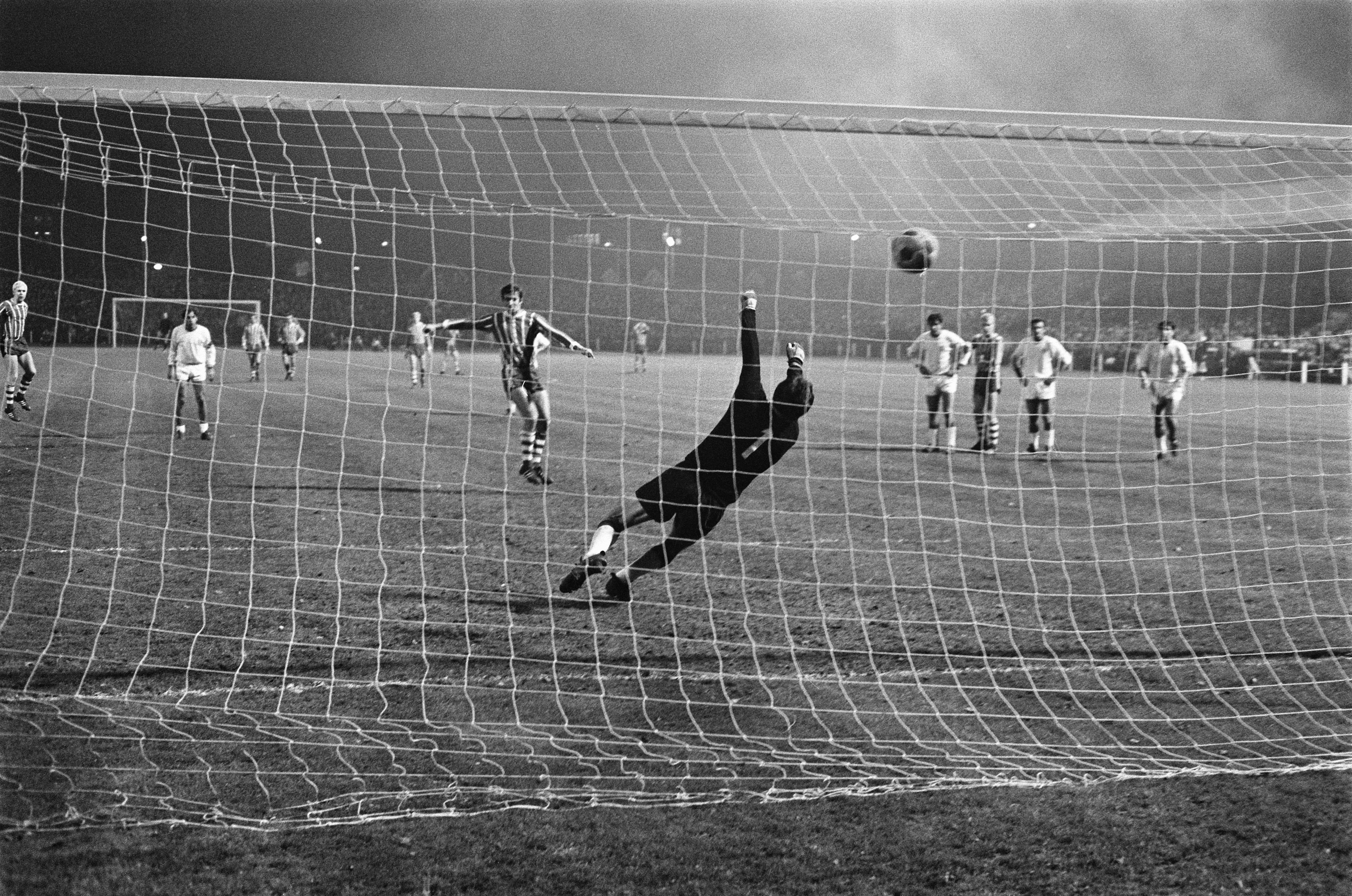
Van der Kuijlen e Alberto Ginulfi in PSV-AS Roma (1969)

### Club

#### Competizioni nazionali
- Campionato olandese: 3

PSV: 1974-1975, 1975-1976, 1977-1978
- Coppa dei Paesi Bassi: 2

PSV: 1974, 1976

#### Competizioni internazionali
- Coppa UEFA: 1

PSV: 1977-1978

### Individuale
- Capocannoniere dell'Eredivisie: 3

1965-1966 (23 gol), 1969-1970 (26 gol), 1973-1974 (27 gol)
- Capocannoniere della Coppa delle Coppe: 1

1974-1975 (8 gol)